# Przewłoka (Ukraina)
Przewłoka (ukr. Переволока, Perewołoka) – wieś na Ukrainie, w obwodzie tarnopolskim, w rejonie czortkowskim. W 2001 roku liczyła 2368 mieszkańców. Przez wieś przebiega droga terytorialna T 2006.
Na południe od wsi znajdują się złoża wapienia, a na południowy wschód występują skały trawertynowe. W miejscowości znajdują się także źródła wody z wodospadami.

## Historia
Kościół łaciński we wsi w 1648 został zniszczony przez Kozaków i Tatarów.
W II Rzeczypospolitej miejscowość stanowiła początkowo samodzielną gminę jednostkową. 1 sierpnia 1934 roku w ramach reformy na podstawie ustawy scaleniowej została włączona do zbiorowej gminy wiejskiej Petlikowce Stare w powiecie buczackim, w województwie tarnopolskim.
W grudniu 1774 i w maju 1777 we wsi przebywał Mikołaj Bazyli Potocki.
W 1901 działała gorzelnia Jakuba Reichsteina. 
Na przełomie czerwca i lipca 1941, wkrótce po ataku III Rzeszy na ZSRR, lokalni działacze OUN utworzyli tutaj milicję, nazywaną także "Siczą", która w Przewłoce i w okolicznych wsiach dokonywała zabójstw sowieckich działaczy i Żydów. Według ustaleń Kaia Struvego w Przewłoce zamordowano wówczas od 18 do 28 Żydów. Milicjanci z Przewłoki wzięli również udział w opanowaniu Buczacza po wycofaniu się Armii Czerwonej. Milicję rozwiązano w sierpniu 1941. 
W marcu 1945 nacjonaliści ukraińscy z OUN-UPA zamordowali tu Polkę oraz jej męża, Ukraińca, młynarza, za pomaganie Polakom.
Od 1948 wieś jest siedzibą rady wiejskiej.

## Religia i zabytki
We wsi znajdują się cerkwie pw.: św. Jura, św. Trójcy oraz św. Jozafata.

## Związani z miejscowością
- William Holod – urodził się we wsi; amerykański inżynier ukraińskiego pochodzenia[8].
- ks. Iwan Ołesnycki – paroch greckokatolicki we wsi, administrator[9], w 1904 dziekan w Buczaczu[10].
- Franciszka Stefania Pittet (ur. 30.04.1871 we Fryburgu, zm. 31.03.1956 w Brwinowie) – żona prof. J. Kallenbacha[11], mieszkała we wsi[12].
- Maciej Polejowski[13] – przebywał we wsi; snycerz lwowski.

## Literatura
- Przewloka (Prewloka, Przywloka) villa. [W] Akta grodzkie i ziemskie. T. XII. Lwów, 1888, s. 243, 502 etc. (łac.)